# Pavillon Pereira Filho
Le pavillon Pereira Filho est une unité du complexe hospitalier de la Santa Casa de Misericórdia de Porto Alegre. Il est spécialisé en pneumologie clinique, chirurgie thoracique et radiologie du thorax, étant une référence latino-américaine dans le diagnostic et le traitement pneumologique, et pionnier en Amérique latine dans le domaine des transplantations pulmonaires. Il développe aussi une expressive production scientifique et de bons résultats de formation des médecins et chercheurs.